# Patatas bravas
Les patatas bravas (pommes de terre agressives) sont une des tapas parmi les plus typiques en Espagne et originaire de la gastronomie madrilène. 
Il s'agit de pommes de terre coupées en cubes irréguliers et frites dans de l'huile d'olive avec quelques gousses d'ail.
Les pommes de terre égouttées, mais encore chaudes, sont salées et nappées d'une sauce brava, Parmi les principaux ingrédients de la sauce brava, on trouve l'huile d'olive, la farine, le paprika épicé et le bouillon de poulet ou de légumes. En raison de sa préparation, elle pourrait être classée comme un velouté, bien qu'il n'y ait pas de proportion définie.
Les pommes de terre à l'aïoli catalan (émulsion d'ail, d'huile d'olive et de sel) sont un plat similaire mais considéré comme différent. Ce sont des pommes de terre en cubes frites et couvertes abondamment d'aïoli.